# Zwartkruingors
De zwartkruingors (Zonotrichia querula) is een zangvogel uit de familie Emberizidae (gorzen).

## Verspreiding en leefgebied
Deze soort komt voor in het noordelijke deel van Centraal-Canada en overwintert in de zuidelijke Verenigde Staten.